# 対句
対句（ついく）とは、中国文学の修辞的技巧のひとつで、2つの句の対応する文字どうしが同一の品詞に属するように文を作ることをいう。韻文・散文の両方に用いられる。対句を主要部とした文章を駢文と呼ぶ。近体詩では特に対句を重んじ、律詩では原則として頷聯（3句めと4句め）・頸聯（5句めと6句め）が対句になっている必要がある。
日本文学でも和歌や俳句などにみられる。

## 中国文学

### 歴史
もともと対句は自然発生的なもので、『詩経』や『論語』にも対句は見られる。対句の発生には中国語の単音節性がかかわっていると考えられる。六朝時代にいたって対句の技法は発展し、『文心雕龍』のような理論書も作られた。唐の近体詩では同字を使うことを避けるなど、大きく対句の規則が変化した。

### 種類
対句は単純に隣りあう句どうしが対になる場合（単対）のほかに、第1句と第3句・第2句と第4句が対になる場合（隔句対）がある。
対句の片方だけでは文が完結せず、両方でひとつの意味のまとまりをなすものを流水対と呼ぶ。
句全体としては対になっておらず、句の一部だけが対をなす場合もある。これを偏対と呼ぶ。

### 対句の条件
2つの句が対句であるためには、両者の字数が同じであることはもちろんだが、ほかにも以下のような条件を満たさなければならない。
1. 対応する字が同じ品詞であること。実字と実字、虚字と虚字が対をなす[8]。
2. 対応する句どうしで文法構造が共通であること。片方の句に対になる語が並んでいる場合、対になる句でも対になる語を並べなければならない[9][10]。
3. 音韻的にも対になっていること。すなわち、片方が同じ字を繰りかえしている場合は、対になる句でも繰りかえさなければならない。また、片方が双声・畳韻を使っている場合（畳語を参照）、対になる句でもそうしなければならない[11]。

### 巧拙
- 対応する字は、同じ品詞であるだけでなく、同類（たとえばどちらも天文関係の名）または近い類の語であるのが、うまい対であるとされる。対になる字どうしを組みあわせると熟語になるようなものは特に優れているとされる[12]。
- 同義語を対にすることは、合掌対といって避けられる[13]。
- 近体詩において、同じ字を対に使うことは一般に避けられる。古体詩ではこの制約はない[14]。
- 近体詩において、（律詩の頷聯と頸聯のように）2つ並んだ対句がまったく同じ構文になることは避けられる[15]。

うまい対を使うかどうかは文章の種類によって異なる。対聯においてはうまい対を使う必要があるが、近世の標語・スローガンなど商業的な宣伝文等で用いる文芸的用途でないものは、同じ字を対に使うことさえもそこまで避けられないなど基準はかなりアバウトである。いっぽう唐以降の古体詩では古風にするために対句をなるべく使わず、対句が出現する場合は、わざとうまくない（上記の規則に反する）対句を作った。

### 有名な例
- 青山横北郭、白水繞東城 - 李白「送友人」。青と白（色）、山と水（地理）、横と繞（動詞）、北と東（方位）、郭と城（建物）が対になっている。
- 去者日以疏、来者日以親 - 「古詩十九首」其十四。古体詩では同字を避けない
- 夫天地者万物之逆旅也。光陰者百代之過客也。- 李白「春夜宴從弟桃李園序」。「夫」を除いた部分が対句。
- 一犬吠形、百犬吠声 - ことわざ。王符『潜夫論』賢難篇に見える。
- 爆竹一声除旧、桃符万戸更新 - 春聯の文句。『幼学瓊林』に見える[18]。
- 好好学習、天天向上 - 標語。本来は毛沢東の言葉。学習と向上が対になるかは微妙
- 釣魚島是中国的、蒼井空是世界的- 2012年の中国における反日活動における尖閣諸島問題発生時、民衆から自然発生したスローガン（伝承毎に幾等かの語句差異あり）。島と空（地理）、中国と世界（地理）が対。[19]

## 日本文学
日本文学でも和歌や俳句などに対応する言葉を組み込んだ対句がみられる。
対句が連続しているもの（狭義には対句が連続して言葉の上でも連鎖関係が認められるもの）を連対または連対句という。基本の二句対が連続した四句連対（四句連対句）や六句連対（六句連対句）もある。